# Staithes
Staithes es un pueblo costero en el Municipio de Scarborough en Yorkshire del Norte, Inglaterra. Roxby Beck, un arroyo que pasa por Staithes, es la frontera entre el Scarborough, Redcar y Cleveland. Siendo formalmente uno de los muchos centros pesqueros en Inglaterra, Staithes es ahora en gran medida un destino turístico dentro de los North York Moors.

## Historia
A finales del siglo XX, había 80 barcos pesqueros de jornada completa zarpando desde Staithes. Cien años más tarde, solo había un barco de media jornada, una operación familiar de pesca realizada por tres generaciones de la familia Hanson. Hay una larga tradición en el uso del coble (un tipo de barco pesquero tradicional inglés) en Saithes.

## Características

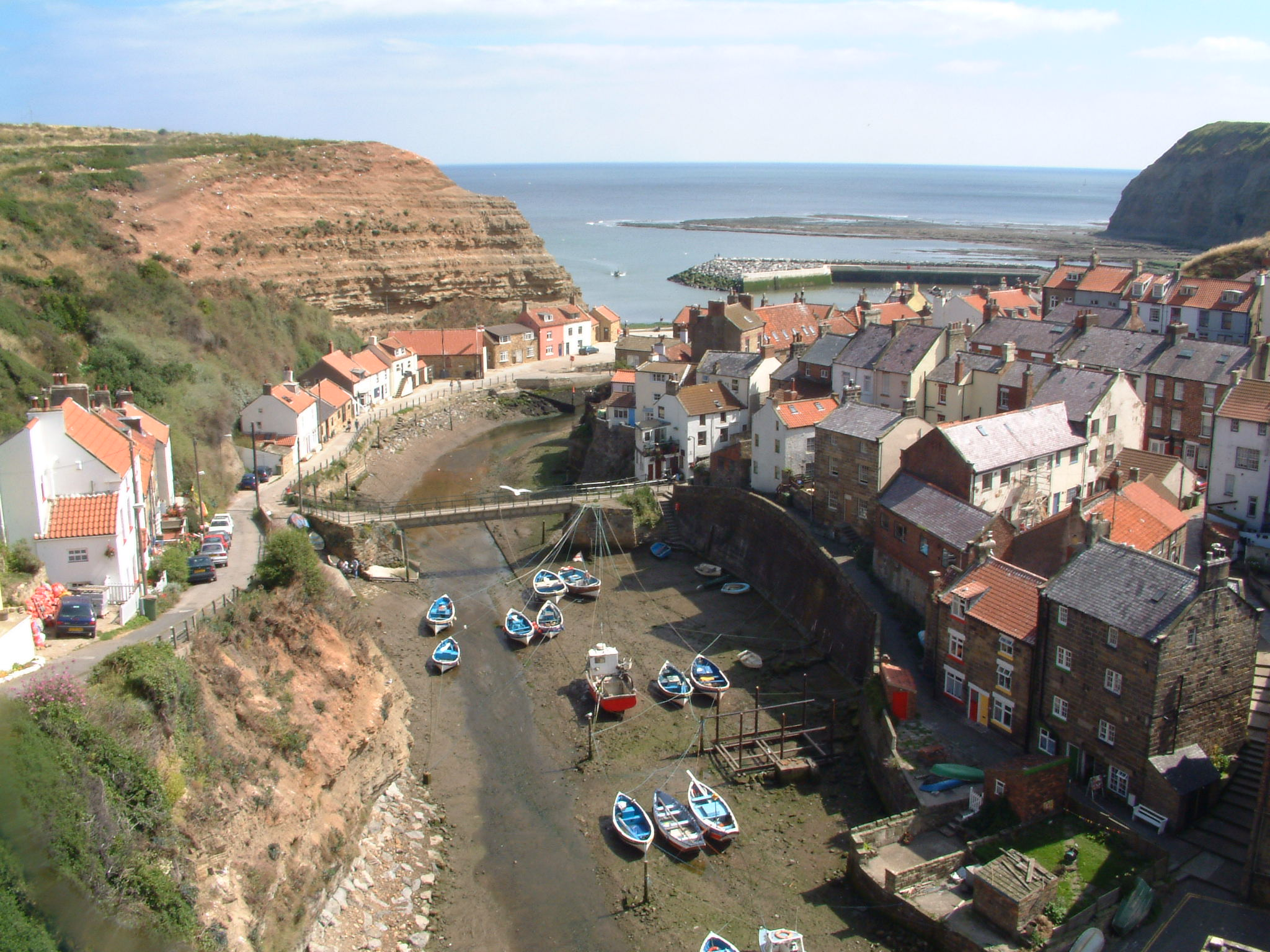
Vista del puerto desde arriba

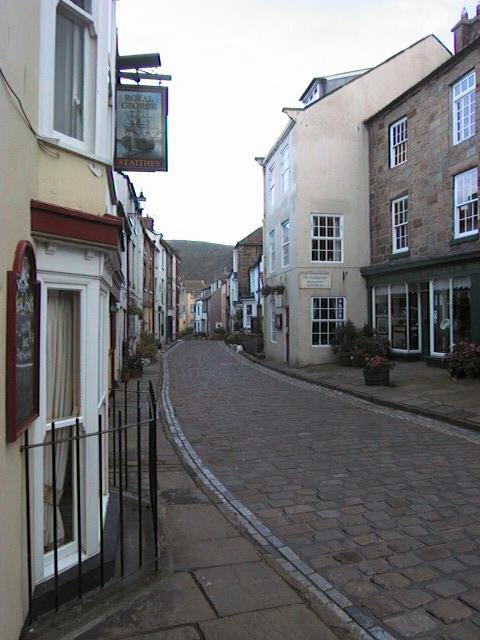
Calle de Staithes

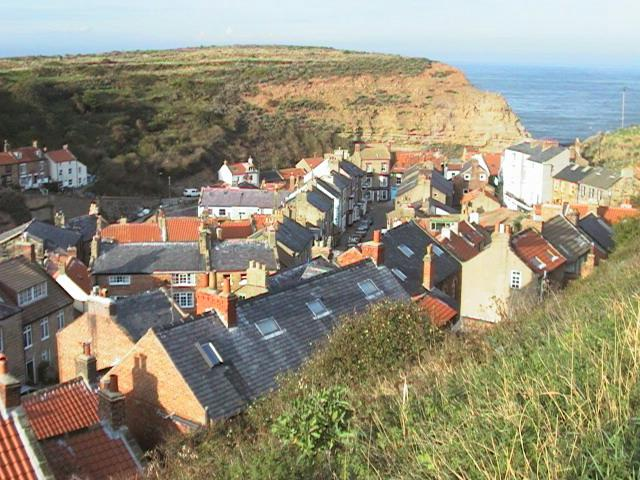
Tejados de casas en Staithes

Staithes tiene un puerto protegido, limitado por altos alcantilados y dos largas rompeolas. Una milla (un kilómetro y medio) hacia el oeste se encuentra el acantilado de Boulby, donde durante un breve periodo se extraía alumbre, un mineral usado para mejorar la fuerza y permanencia del color al tintar tela. La operación minera acabó cuando se desarrolló un método químico más barato. Las ruinas de las minas se pueden ver desde lo alto del acantilado, andando por Cleveland Way entre Staithes y Skinningrove.
Staithes es un destino para geólogos que investigan los estratos del Jurásico inferior en los acantilados que rodean el pueblo. A principios de los 90, un fósil raro de un dinosaurio marino fue descubierto tras un desprendimiento de rocas entre Staithes y Port Mulgrave, en el sur. Este fósil ha sido el foco de un proyecto en desarrollo para extraer los huesos antiguos de la criatura. Por Mulgrave sigue siendo uno de los mejores lugares de la costa norte en las que se puede encontrar fósiles de amonitas y muchos visitantes pasan horas picando rocas en la línea de costa con la esperanza de encontrar un espécimen perfecto.
La población permanente del pueblo se ha reducido debido a que más de la mitad de las casas se han convertido en segundos hogares de gente de otras ciudades, tales como Leeds y York, entre otros. Incluso si menos de la mitad de las casas del pueblo están ocupadas por gente local, las tradiciones del mismo no han muerto aún: muchas de las mujeres locales aún llevan gorras de Staithes, y el Staithes Fishermen's Choir ("Coro de Pescadores de Staithes") todavía se mantiene fuerte. Hay una participación activa local en la tripulación de la Royal National Lifeboat Institution local.
La serie de CBeebies Old Jack's Boat, protagonizada por Bernard Cribbins, se ambientó y grabó en Staithes. Por ejemplo, la casa de Old Jack está localizada en el nº 4 de Cowbar Bank.

## Arte en Staithes
En el pueblo se estableció un grupo de artistas veinteañeros y treintañeros, conocidos como "Staithes Group" (el "Grupo Staithes") o "Northern Impressionists" (los "Impresionistas del Norte"). Formaban parte de dicho grupo artistas de renombre como Edward E. Anderson, Joseph R. Bagshawe, Thomas Barrett y James W. Booth, que se inspiraban en otros impresionistas, tales como Monet, Cézanne y Renoir. Laura Knight se convirtió en el miembro más famoso del Staithes Group; ella y su marido y compañero, el pintor Harold Knight, poseían un estudio en el pueblo.
Para celebrar esta historia, Staithes realizó un Festival de Arte y Patrimonio en 2012. Muchas casas y otras propiedades abrieron sus puertas al público como galerías emergentes, creando una ruta por el pueblo. Además, se realizaron eventos que celebraban el patrimonio de Staithes. Tal fue el éxito e interés en el festival que los habitantes intentaron convertirlo en un evento anual.

## Vínculos con el Capitán James Cook
En 1745-1746, el residente más famoso de Staithes, James Cook (nacido en Marton, cerca de Middlesbrough), trabajó en Staithes como aprendiz en una tienda de comestibles, donde adquirió su pasión por el mar. Se mudó a las cercanías de Whitby, donde se unió a la Marina Real. La tienda de William Sanderson, donde trabajó Cook, fue destruida por el mar, pero algunas partes se recuperaron y se incorporaron al "Captain Cook's Cottage". Esta ha sido la residencia de una familia local durante muchas generaciones.